# Okada Beisanjin
Okada Beisanjin (岡田 米山人), de son vrai nom Okada Koku ; surnom : Hikobē ; nom de pinceau : Beisanjin, né en 1744 à Osaka et mort en 1820, est un dessinateur et peintre de paysages, japonais.

## Biographie
Fils d'un marchand de riz, enfant, il étudie les classiques confucéens tout en cultivant les rizières. Pendant un temps, il sert le seigneur de Tôdô à Ise. Vers 1722, il s'installe marchand de riz à Osaka et compte bientôt parmi le cercle de lettrés de cette ville.
 Il fréquente beaucoup Kimura Kenkadō.
Le Bei de son nom de pinceau veut dire « riz », ainsi que le nom du grand paysagiste chinois Mi Fu (1051-1107) dont il utilise parfois le style en petites touches horizontales.

C'est un peintre autodidacte connu surtout pour ses paysages assez formels et traditionnels. Des sommets de collines arrondis de forme symétrique occupent presque toujours une large partie de ses œuvres, les pentes étant couvertes de traits parallèles longs et minces, sans significations particulières.

Ce pourrait être une schématisation extrême de la convention chinoise de « texture en fibre de chanvre ». Avec les collines, il combine des arbres à la manière chinoise, des rochers d'aspect uniforme et quelques personnages (lettrés en promenade, pêcheurs...). Son répertoire de formes est limité. C'est un représentant de l'école de Nanga (peintre de lettré). À la fin de sa vie, il developpe un style plus personnel, empreint d'humour. Son fils, Hankô Okada est considéré meilleur peintre que lui.